# Ol Büsum
Das Schiff Ol Büsum wurde 1966 als Langballigau von der Husumer Schiffswerft für die Flensburger Förde-Reederei abgeliefert.

## Geschichte
Das Schiff lief im Jahr des hundertjährigen Jubiläums der motorisierten Fördeschiffahrt vom Stapel. Zur Feier dieses Anlasses wurde ihre Überführungsfahrt nach der Werftablieferung ab Kiel mit geladenen Gästen fortgesetzt, zuletzt auf der Route, auf der die Seemöve von 1865, der erste Passagierdampfer der Fördeschiffahrt, eingesetzt worden war. Die Langballigau war eine verlängerte Ausführung des Entwurfes der Glücksburg von 1959, nach deren Linien seither mehrere Schiffe für die Förde-Reederei gebaut worden waren.
Im Gegensatz zu ihren Vorgängerinnen hatte sie ein Spiegelheck und von Anfang an einen größeren Salon auf dem ansonsten offenen Oberdeck, um auf längeren Fahrten eine größere Zahl witterungsgeschützter Plätze vorhalten zu können. Aufgrund ihrer leistungsfähigeren Maschine war sie zum Zeitpunkt ihres Stapellaufes im Februar 1966 das schnellste Ausflugsschiff auf der Förde. 1976 bekam sie die Schornsteinmarke der I/S-Union, nachdem die Jürgensby aus dem Charter dieser Reederei entlassen worden war. Die Langballigau war das erste Schiff, das auf der damals neuen Strecke von Flensburg über Glücksburg und Langballigau nach Ærøskøbing eingesetzt wurde.
Am 8. Oktober 1976 war die Langballigau zusammen mit der Hansa von E. H. Rasmussen an der Abbergung der Passagiere der dänischen Fähre Gelting beteiligt. Diese war nach einem Navigationsfehler auf dem Poelsriff vor Als auf Grund gelaufen und leckgeschlagen. Die in der Nähe befindlichen Fördeschiffe nahmen auf dessen SOS hin Kurs auf den Havaristen und bargen 235 von 237 Passagieren ab. Zwei Passagiere mussten mit Hubschraubern in ein Krankenhaus geflogen werden.
1977 wurde die Langballigau an Hans Georg Rahder und Willy Mordhorst in Büsum verkauft. Diese tauften sie um in Ol Büsum. Unter diesem Namen kam das Schiff für die  Nordsee Touristik KG im Ausflugsverkehr ab Büsum in Fahrt. 1988 wurde H. G. Rahder als Alleineigner eingetragen. Sie wurde durch die Reederei Rahder in der Wattenfahrt eingesetzt. 1992 bekam die Ol Büsum eine neue Maschinenanlage.
Im Jahre 2013 war sie erneut an der Hilfe für ein gestrandetes Schiff beteiligt, als sie 134 Passagiere von der auf dem Buschsand westlich von Trischen aufgelaufenen Lady von Büsum übernahm und nach Büsum brachte.
Nachdem die Reederei Rahder im Januar 2019 über die Tochtergesellschaft German Fast Ferry GmbH & Co. KG von der Reederei Adler-Schiffe übernommen worden war, kam es im Februar 2019 zur Zusammenarbeit mit der Reederei Cassen Eils sowie zur Gründung der gemeinsamen Gesellschaft Adler & Eils GmbH & Co. KG, Büsum. Da die Lady von Büsum nun die Fahrten zur Seehundsbank und die Küstenfahrten von der Ol Büsum übernahm, verlegte man das Schiff in die Ostsee und setzte es im Rahmen des Reedereiverbundes mehrmals täglich als Personenfähre zwischen Swinemünde und Misdroy ein. Dieser Einsatz dauerte nur eine Sommersaison. Danach wurde das Schiff wieder nach Büsum verlegt und fährt wie vorher im Ausflugsdienst.
Zur Saison 2024 wurde der obere Salon zugunsten einer größeren Anzahl Außensitzplätze auf die Hälfte der ursprünglichen Länge zurückgebaut. Im Zuge des Umbaus erhielt der Rumpf in Anpassung an das Corporate Design der Reederei Adler-Schiffe einen dunkelblauen Anstrich. 